# ولز (سانتاندر)
ولز (انگلیسی: Vélez, Santander) نام شهری در کشور کلمبیا است.